# Akbar Golrang
Akbar Golrang (persiska: اکبر گلرنگ), född 12 april 1945 i Abadan, Iran, är en svensk-iransk regissör och författare.
Under gymnasietiden började han skriva noveller i tidskriften Jahan-i no och arbetade som speaker på radion. Han tog studentexamen i litteratur i Abadan 1964 och utbildade sig till filmregissör vid The London Film School 1972. Han har arbetat som filmregissör/producent och manusförfattare på kulturministeriet i Teheran, TV2 i Stockholm, TV i Abadan och Zahedan och vid utbildnings-TV (TV2) i Teheran. 
Han kom först till Sverige 1968 och är sedan 1987 författare på heltid. Han blev fil. kand. i psykologi vid Lunds universitet 1976 och tog en magisterexamen i biblioteks- och informationsvetenskap vid Högskolan i Borås 1996 och en magisterexamen i psykologi vid Lunds universitet 2009.

## Filmografi

### Spelfilmer
- Wheat, 1987, manus och regi. TV2 Tehran, Iran. Första pris år 1987 i The Agricultural Film Festival, Teheran, Iran.
- Shoeshine Kid, 1984, manus och regi. TV Zahedan, Iran.
- The Summer of Childhood, 1978, manus och regi. TV Abadan.
- Vem kan dölja solen, (Gunnel och barnen), 1976, manus och regi. TV2 Stockholm, MovieMakers Sweden AB, Sverige.
- Zarathustra, 1975, manus och regi. Ministry of Culture and Art, Teheran, Iran.
- The Nightingale, 1974, manus och regi. Ministry of Culture and Art, Teheran, Iran.

### Dokumentärfilmer
- Harbor Economy, 1986, regi. TV2 Tehran, Iran.
- Child Psychology, 1985, regi. TV2 Tehran, Iran.
- The technik of Tae kwon do, 1983, regi. TV2 Tehran, Iran.
- The technik of Judo, 1983, regi. TV2 Tehran, Iran.
- The technik of Tennis, 1983, regi. TV2 Tehran. Iran.
- The technik of Golf, 1983, regi. TV2 Tehran, Iran.
- The technik of Karate, 1983, regi. TV2 Tehran, Iran.
- Iranian Bazaar, 1982, regi. TV2 Tehran, Iran.
- 20 Films chronicling Iraq-Iran war, 1978-83, regi. TV2 Tehran och TV Abadan, Iran.
- Oil Refinery, 1978, manus och regi. TV Abadan, Iran.
- Brick Factory, 1978, manus och regi. TV Abadan, Iran.
- Cadet School, 1976, regi. Ministry of Culture and Art, Teheran, Iran.
- Tehran Film Festival Documentaries, 1974, 1975, manus och regi. Ministry of Culture and Art, Teheran, Iran.
- The African Arts, 1974, manus och regi. Ministry of Culture and Art, Teheran, Iran.
- Horseracing, 1974, regi. Ministry of Culture and Art, Teheran, Iran.
- Motorcycling, 1974, regi. Ministry of Culture and Art, Teheran, Iran.

### Egna verk
- Profilering av multimördare: likheter och skillnader mellan tre svenska multimördare: en psykologisk undersökning (2., lätt rev. uppl., Lund: Sheila Publishing House, 2010). ISBN 978-91-976422-3-1
- Sagan om fröken Kackerlacka och herr Mus ; Sagan om två bröder (språklig bearbetning av Erik Holst, skisser av Sheila Golrang) (Lund: Berättarförlaget, 2005) ISBN 91-975704-1-9
- Golrangs svensk-persiska ordbok: A-Ö (Örebro: Akbar Golrang, 2003) ISBN 91-973634-2-1
- Jeanne d’Arc: ett passionsspel (Södertälje: Berättarförlaget, 2001)
- I gränslandet mellan iransk och svensk kultur (Borås: Berättarförlaget, 1997) ISBN 91-973191-0-4
- Parpin Flowers (Borås: Berättarförlaget, 1996) ISBN 91-972004-6-8
- Gulha-yi parpin. Lund: Akbar Golrang, 1993) ISBN 91-972004-1-7
- Svensk-persiskt gatulexikon: 10782 ord och fraser (Akbar Golrang, 1992) ISBN 91-630-1066-6

Översättning
- Omar Khayyam: Rubaijat (fyrradingar) (nytolkning från originalet av Akbar Golrang, Sven Christer Swahn, språklig bearbetning: Erik Holst) (4., illustrerade uppl.) (Lund: Berättarförlaget, 2007) ISBN 978-91-975704-5-9

e-böcker
På persiska (Farsi)
- Akherin parvaz e Ghanari [Elektronisk resurs]. Stockholm : Sheila Publishing House. 211. ISBN 978-91-976422-9-3. 232 s. E-bok.

https://web.archive.org/web/20140309024242/https://www.elib.se/ebook_detail.asp?id_type=ISBN&id=9197642290
På svenska
- Profilering av multimördare : Sheila Publishing House. 2011. ISBN 9789198000405 E-bok. https://web.archive.org/web/20130901060836/http://elib.se/ebook_detail.asp?id_type=ISBN&id=9198000403
- Kanariefågelns sista flykt [Elektronisk resurs] : Sheila Publishing House. 2012. ISBN ISBN 978-91-980004-3-6. E-bok.

https://web.archive.org/web/20140309023928/https://www.elib.se/ebook_detail.asp?id_type=ISBN&id=9198000438
På engelska
- Zarathustra : The Golden Star [Elektronisk resurs]. Stockholm : Sheila Publishing House. 2013. ISBN 978-91-980004-5-0. 426 pages. ebook.

https://web.archive.org/web/20140315083610/https://www.elib.se/ebook_detail.asp?id_type=ISBN&id=9198000454
- The Last Flight of a Canary [Elektronisk resurs] : Stockholm : Sheila Publishing House. 2011. ISBN 978-91-976422-8-6. 242 pages. eBook.

https://web.archive.org/web/20140309023933/https://www.elib.se/ebook_detail.asp?id_type=ISBN&id=9198000489
Översättning från persiska till svenska
- Omar Khayyam. Rubáiját (fyrradingar) : Stockholm : Sheila Publishing House. 2012. ISBN 978-91-980004-1-2 https://web.archive.org/web/20140309023935/https://www.elib.se/ebook_detail.asp?id_type=ISBN&id=9198000411